# Stokeham
 (juillet 2023).
Stokeham est une paroisse civile et un village du Nottinghamshire, en Angleterre.